# Aeroportul Wagga Wagga
Aeroportul Wagga Wagga (IATA: WGA, ICAO: YSWG) este un aeroport din Noul Wales de Sud, Australia ce deservește zona Wagga Wagga⁠(d). Aeroportul a fost tranzitat în 2022 de 172.850 de pasageri. A fost deschis în 1937 și numit după zona deservită.
Situat la o altitudine de 221 m, aeroportul dispune de o singură pistă. Este operat de City of Wagga Wagga⁠(d).